# Imeria cephalotes
Imeria cephalotes là một loài tò vò trong họ Ichneumonidae.